# Üldözési mánia (film, 2001)
Az Üldözési mánia (eredeti cím: Rat Race) 2001-es amerikai vígjáték, amelyet Andy Breckman forgatókönyvéből Jerry Zucker rendezett. A főbb szerepekben Rowan Atkinson, Whoopi Goldberg, Cuba Gooding Jr., Wayne Knight, Jon Lovitz, Kathy Najimy, Lanei Chapman, Breckin Meyer, Amy Smart, Seth Green, Vince Vieluf, John Cleese és Dave Thomas látható. 
2001. július 30-án mutatták be az Egyesült Államokban. Magyarországon 2002. február 28-tól vetítették a mozikban.

## Cselekmény
A különc milliomos Donald P. Sinclairnek van egy kaszinója Las Vegasban. Sinclair kitalál egy új játékot, melyben során véletlenszerűen kiválasztanak kaszinóvendégeket, akik egymás ellen fognak versenyezni. A cél kétmillió dollár, amit egy széfben helyeztek el az új-mexikói Silver Cityben, az összeget a csoport elsőnek odaérkező tagja kap meg. A következő játékosokra lehet fogadni: a Pear család, az ügyetlen Cody fivérek, Vera Baker és lánya, Merrill, a futballbíró Owen Templeton, a narkolepsziás Enrico Pollini és Nick, az ügyvéd.

## Szereplők
| Szerep               | Színész              | Magyar hangja    |
| -------------------- | -------------------- | ---------------- |
| Nick Schaffer        | Breckin Meyer        | Németh Kristóf   |
| Owen Templeton       | Cuba Gooding Jr.     | Galambos Péter   |
| Duane Cody           | Seth Green           | Fekete Zoltán    |
| Blaine Cody          | Vince Vieluf         | Schneider Zoltán |
| Vera Baker           | Whoopi Goldberg      | Szabó Éva        |
| Merrill Jennings     | Lanei Chapman        | Kéri Kitty       |
| Randall "Randy" Pear | Jon Lovitz           | Kassai Károly    |
| Beverly "Bev" Pear   | Kathy Najimy         | Kiss Erika       |
| Kimberly Pear        | Jillian Marie        | Mánya Zsófia     |
| Jason Pear           | Brody Smith          | Heisz Krisztián  |
| Enrico Pollini       | Rowan Atkinson       | Beregi Péter     |
| Donald P. Sinclair   | John Cleese          | Szersén Gyula    |
| Harold Grisham       | Dave Thomas          | Cs. Németh Lajos |
| Tracy Faucet         | Amy Smart            | Németh Kriszta   |
| Shawn Kent           | Dean Cain            | Hegedűs Miklós   |
| Zack Mallozzi        | Wayne Knight         | Kocsis György    |
| a mókus hölgy        | Kathy Bates          | Zsurzs Kati      |
| Mélyhangú Lucy       | Christopher Peterson | Szokol Péter     |
| szerelő              | David Powledge       | Csuja Imre       |

## Fogadtatás

### Kritikai visszhang
A filmre vegyesen reagált a filmkritika. A Rotten Tomatoeson 45%-os minősítést ért el 128 értékelés alapján, az összefoglaló szerint: „A Rat Race egyik látványos gegről a másikra vált, de csak néhány közülük igazán vicces.” Rita Kempley a Washington Posttól „alkalmanként mulatságos bohózatként” jellemezte a filmet. Lou Lumenick a New York Posttól azt írta: „Zucker, aki az elmúlt évtizedben olyan könnyfakasztó filmekkel foglalkozott, mint a Ghost, kissé berozsdásodott.” Peter Howell (Toronto Star) úgy vélte: „Ez egy őrült, őrült, őrült világ, és az Üldözési mánia még őrültebbé teszi.”
A Metacritic 52 pontot adott a 100-ból 26 vélemény alapján. Lisa Alspector a Chicago Readertől azt írta: „Inspiráló, kidolgozott cselekményű és szokatlanul kielégítő, változó sebességű üldözési vígjáték.” Mark Caro a Chicago Tribune-től úgy vélte: „Zucker pezsgő hangulatot kölcsönöz a filmnek, de mindvégig ugyanabban a hangmagasságban tart mindent.” Peter Travers a Rolling Stone-tól azt írta: „Túlfűtött, alulteljesített bohózat. Versenyfutás a kijárat felé.”

### Bevétel adatai
A Box Office Mojo szerint a film 85 millió dolláros bevételt ért el, a költségvetésről nincs adat.